# Diachasmimorpha longicauda
Diachasmimorpha longicauda är en stekelart som först beskrevs av Shestakov 1940.  Diachasmimorpha longicauda ingår i släktet Diachasmimorpha och familjen bracksteklar. Inga underarter finns listade i Catalogue of Life.